# Francisco Pío de Saboya y Moura
Francesco Pio di Savoia Moura Corterreal y Moncada, marquès de Castel-Rodrigo (Milà, 1672 — Madrid, 1723) Príncep Pio i de San Gregorio, marquès de Castel-Rodrigo amb grandesa d'Espanya, duc de Nocera i comte de Lumiares. Militar italià al servei de Felip V durant la Guerra de Successió Espanyola. En caure Barcelona fou nomenat governador de Madrid (1714) i poc després capità general de Catalunya (1715-1719) i (1720-1722). Governà a base de decrets preocupant-se principalment pel desarmament dels catalans, feu construir la Ciutadella de Barcelona i el Fort Pius que rebé el seu nom en honor seu; i organitzà una milícia de paisans armats - les Esquadres de Catalunya - l'any 1719, per fer front a la revolta austriacista de Carrasclet.